# Elecciones estatales de Sajonia de 2004
Las elecciones estatales de Sajonia de 2004 se llevaron a cabo el 19 de septiembre de 2004, para elegir a los miembros del Parlamento Regional Sajón.

## Resultados
El resultado más sorprendente de la elección, ganando incluso atención internacional, fue la entrada en el Landtag del ultraderechista Partido Nacionaldemócrata de Alemania, que obtuvo 12 escaños. Su fuerza fue en su mayoría en las zonas rurales. Los comentaristas atribuyeron el éxito del NPD a la enajenación derivada de la depresión económica.
El continuo fortalecimiento en Sajonia del Partido del Socialismo Democrático, también fue notable.
La CDU siguió siendo el partido más fuerte con 55 de 124 escaños, pero perdió la mayoría. Esto significaba que tenía que encontrar socios de coalición. Lo más lógico era el Partido Democrático Liberal. El FDP había ganado sólo 7 escaños, lo que era apenas suficiente para formar un gobierno CDU-FDP. Una coalición con el PDS o Alianza 90/Los Verdes era ideológicamente imposible. La CDU podría haber, matemáticamente, formado un gobierno con el NPD, pero esto también estaba fuera de posibilidad. El resultado fue una muy lamentada gran coalición de los dos partidos de centro (CDU y SPD). Este resultado fue posteriormente reflejado a nivel nacional tras las elecciones federales de 2005.
El FDP y Alianza 90/Los Verdes, que no contaban con escaños en el parlamento desde 1994, recuperaron su representación en el Landtag.
Georg Milbradt se mantuvo en el cargo de primer ministro, tras ser elegido por el parlamento. Cabe destacar sin embargo, que en la elección de ministro-presidente realizada por el parlamento donde Milbrandt fue elegido, el candidato del NPD recibió 14 votos, dos votos más que los 12 emitidos por la fracción nacionaldemócrata. Se presume que dos miembros de la CDU respaldaron al NPD, como una protesta en contra de la gran coalición.
La participación fue del 59,6%, frente al 61,1% en la elección de 1999.
| Año 2004 | Año 2004                                    | Porcentaje | Escaños |
| -------- | ------------------------------------------- | ---------- | ------- |
|          | Unión Demócrata Cristiana de Alemania (CDU) | 41,1       | 55      |
|          | Partido del Socialismo Democrático (PDS)    | 23,6       | 31      |
|          | Partido Socialdemócrata de Alemania (SPD)   | 9,8        | 13      |
|          | Partido Nacional Alemán (NPD)               | 9,2        | 12      |
|          | Partido Liberal de Alemania (FDP)           | 5,9        | 7       |
|          | Alianza 90/Los Verdes (GRÜNE)               | 5,1        | 6       |
|          | Otros                                       | 5,3        | 0       |